# Tespi

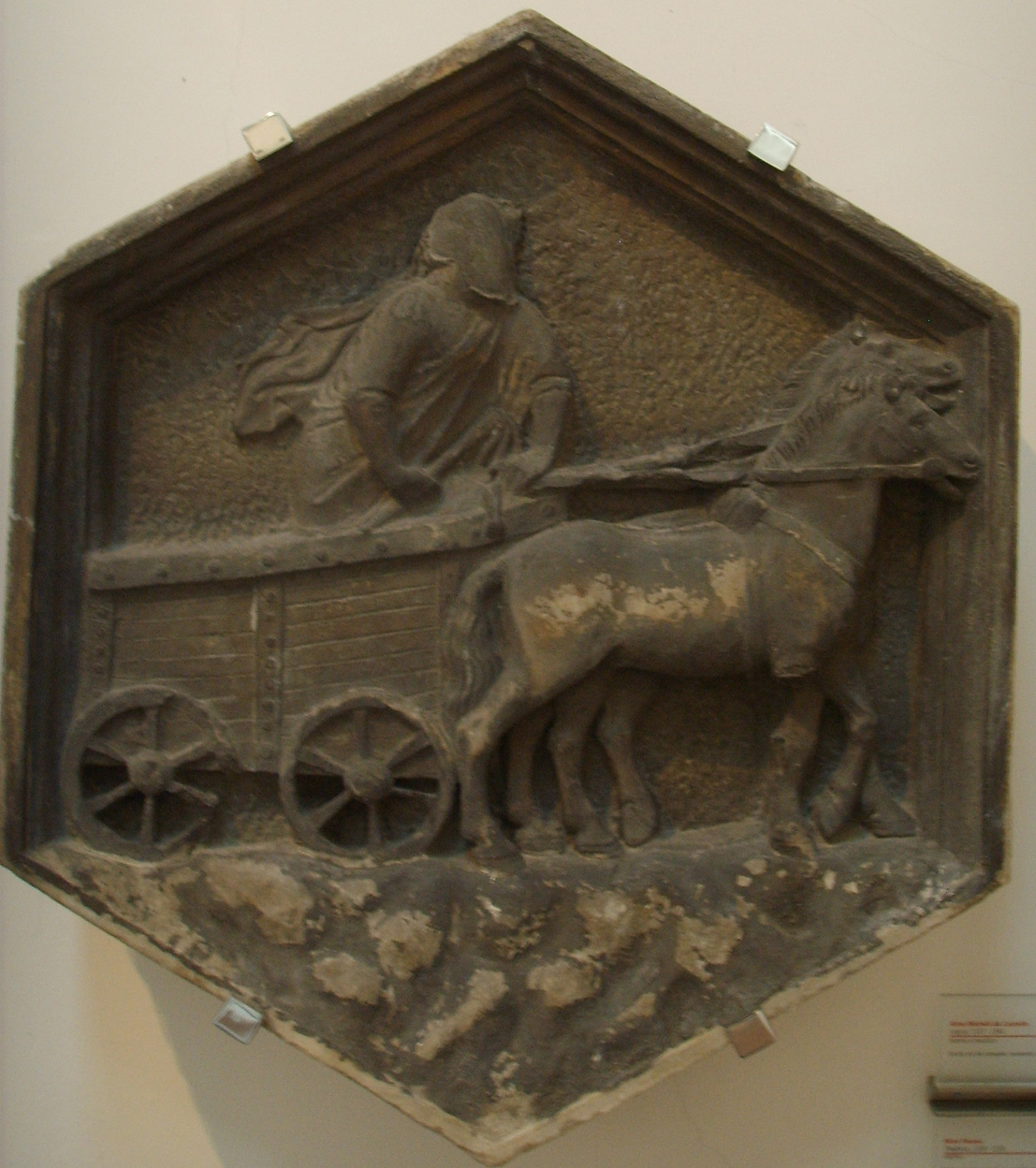
Il carro di Tespi, formella del Campanile di Giotto,
Nino Pisano, 1334-1336, Firenze

Tespi (in greco antico: Θέσπις?, Théspis; Attica, VI secolo a.C. – ...) è stato un tragediografo e attore greco antico. Viene considerato uno dei primissimi attori testimoniati dalle fonti in Occidente.

## Biografia
Le notizie degli antichi relative alla vita e all'attività drammatica del tragediografo Tespi sono poche e confuse. Che sia un personaggio realmente esistito è un dato generalmente accettato, in quanto troviamo il suo nome menzionato non solo in documenti letterari e poetici, ma anche in testimonianze più marcatamente storiche quali la Suda ed il Marmor Parium, un’iscrizione risalente al III secolo a.C. Secondo queste fonti, l'attività drammatica di Tespi andrebbe collocata ad Atene nella seconda metà del VI secolo a.C., al tempo dei primi agoni drammatici. Tuttavia, nel corso dei secoli, il ruolo artistico di Tespi si è caricato di un significato ben più profondo rispetto a ciò che fu la sua reale figura storica: così come Omero fu identificato quale sommo poeta e padre dell'epos, così in Tespi si volle individuare il vero e proprio creatore della tragedia.
Il lessico bizantino della Suda (s.v. Θέσπις) ricorda gli anni dell'Olimpiade 61 (535-532 a.C.) quale epoca della prima rappresentazione pubblica di Tespi. Questo dato sembrerebbe concordare – almeno in parte – con quello offerto dall'iscrizione del Marmor Parium (IG XII 5, 444) che dedica un'entrata della sua esposizione cronografica all'attività drammatica di Tespi (ep. 43 A): la lacunosa indicazione cronologica proposta dall'iscrizione di Paro collocherebbe l'epoca della prima rappresentazione tespiana tra gli anni 538 e 528 a.C., non limitandosi dunque agli anni della 61ª Olimpiade, come fa invece la Suda.
Per quanto riguarda il luogo d'origine del tragediografo, se la Suda identifica Tespi quale nativo del demo attico di Icario, altre testimonianze lo definiscono invece ateniese di nascita. Quel che è certo è che Tespi svolse la sua attività di drammaturgo ed attore ad Atene, intorno alla metà del VI secolo, dunque negli anni della tirannia di Pisistrato.
Ogni altra speculazione che miri a ricostruire con maggior esattezza la cronologia e la provenienza del tragediografo manca inevitabilmente di un apparato documentario adeguato.

## La riforma drammatica di Tespi
Secondo Temistio, filosofo ed esegeta di Aristotele del IV secolo d.C., Tespi avrebbe inventato il prologo e la rhesis, ossia le parti della tragedia tradizionalmente affidate all'attore. Parallelamente, un altro autore antico, Diogene Laerzio, ricorda Tespi come colui che avrebbe per primo introdotto nell'antica esibizione drammatica – interamente corale – il primo attore (ὑποκριτής). Come ricorda Aristotele nella Poetica, fu invece Eschilo ad introdurre nella rappresentazione drammatica il secondo attore, mentre Sofocle aggiunse il terzo ed ultimo ὑποκριτής.
Secondo quanto riporta la voce della Suda dedicata a Tespi, al tragediografo spetterebbe anche l'invenzione della maschera (προσωπεῖον) realizzata in semplice lino. Sebbene risulti inverosimile che sia stato Tespi a introdurre per primo l'utilizzo della maschera – essendo questa un elemento cultuale antichissimo, impiegato nelle celebrazioni di natura religiosa ben prima dell'attività teatrale del tragediografo – il riferimento del lessico bizantino all'invenzione della maschera di lino ad opera di Tespi potrebbe essere in qualche modo connesso all'introduzione del primo attore.